# Phlomis viscosa
Phlomis viscosa là một loài thực vật có hoa trong họ Hoa môi. Loài này được Poir. miêu tả khoa học đầu tiên năm 1804.

## Hình ảnh

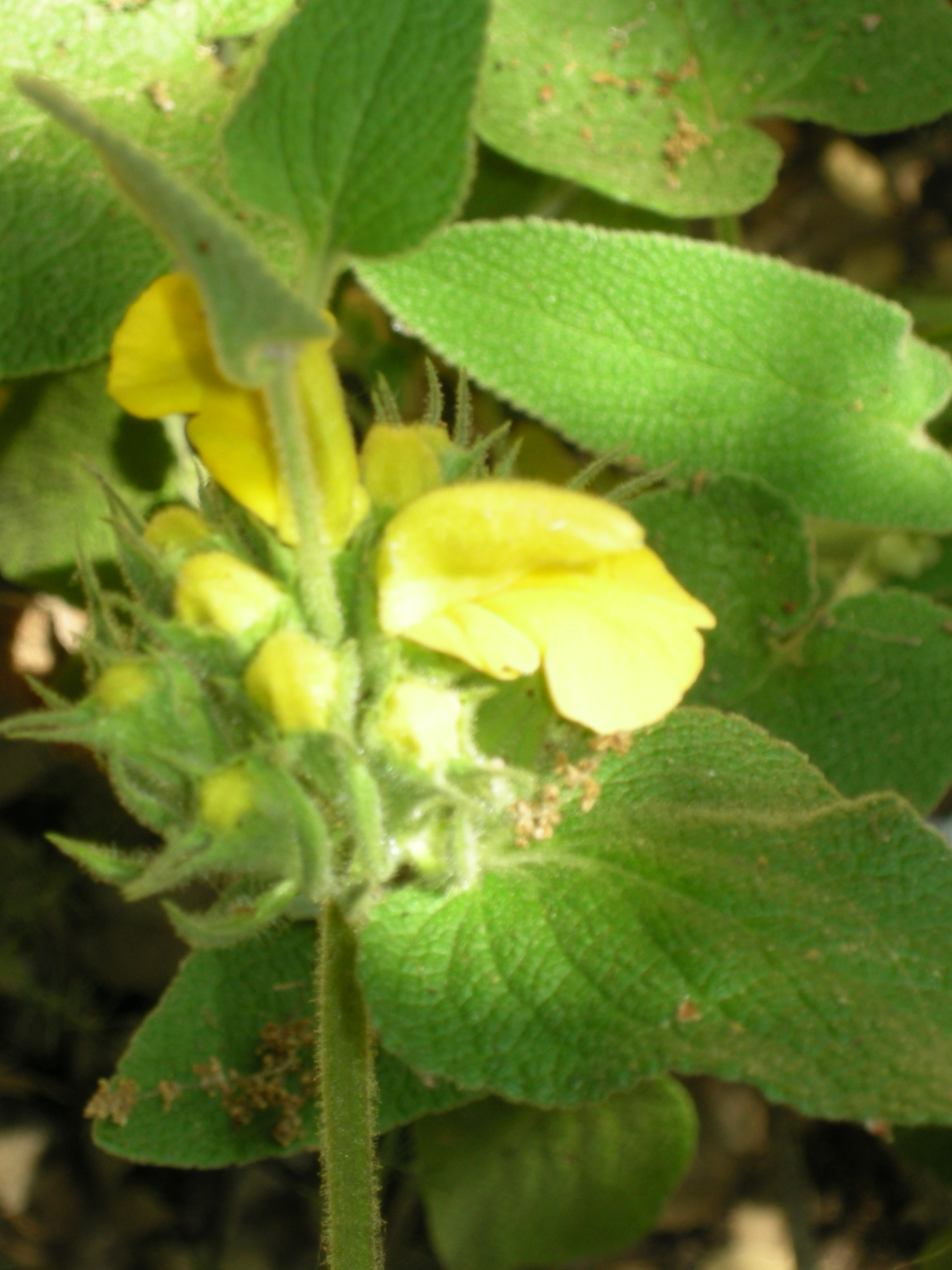
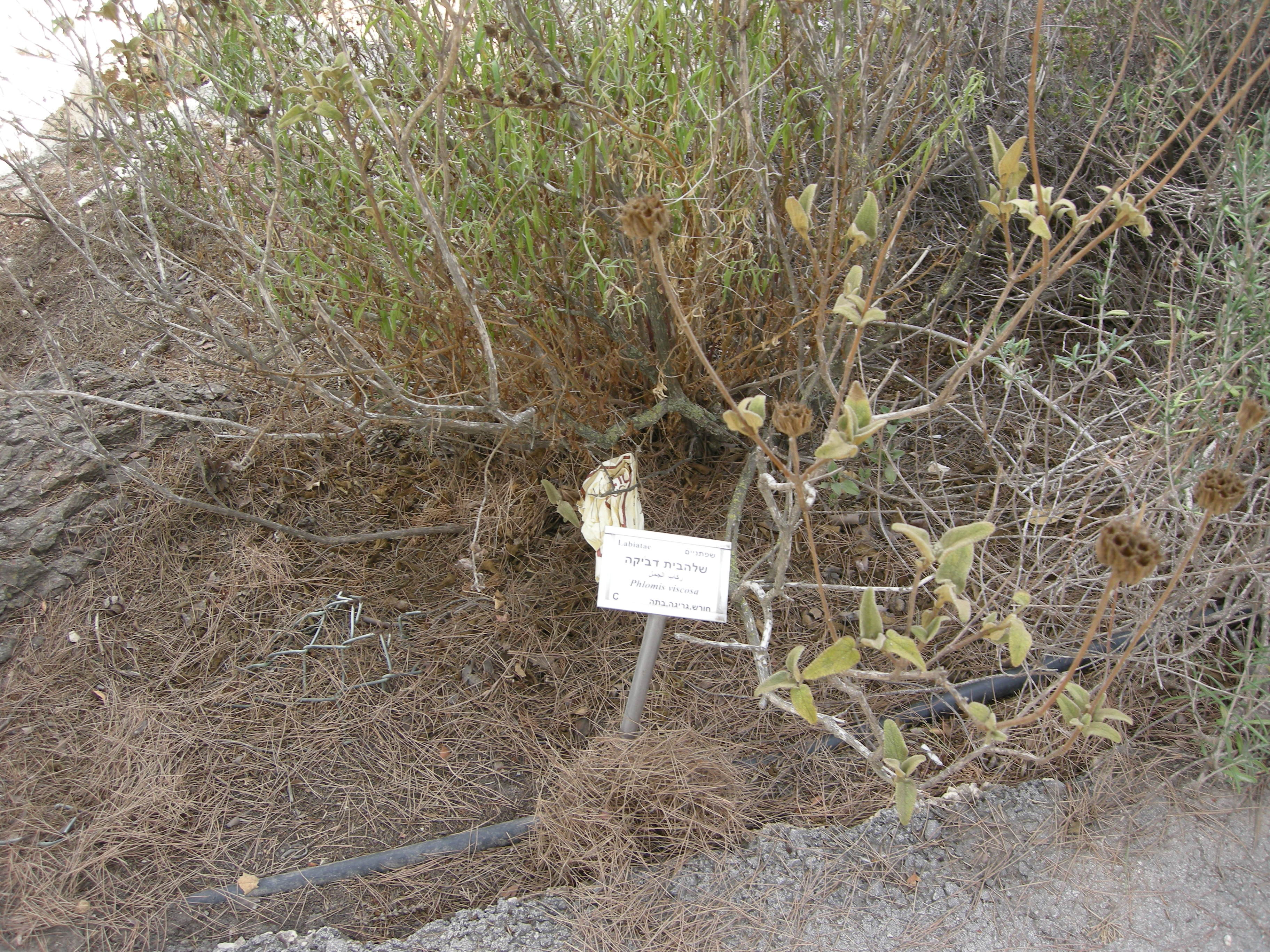
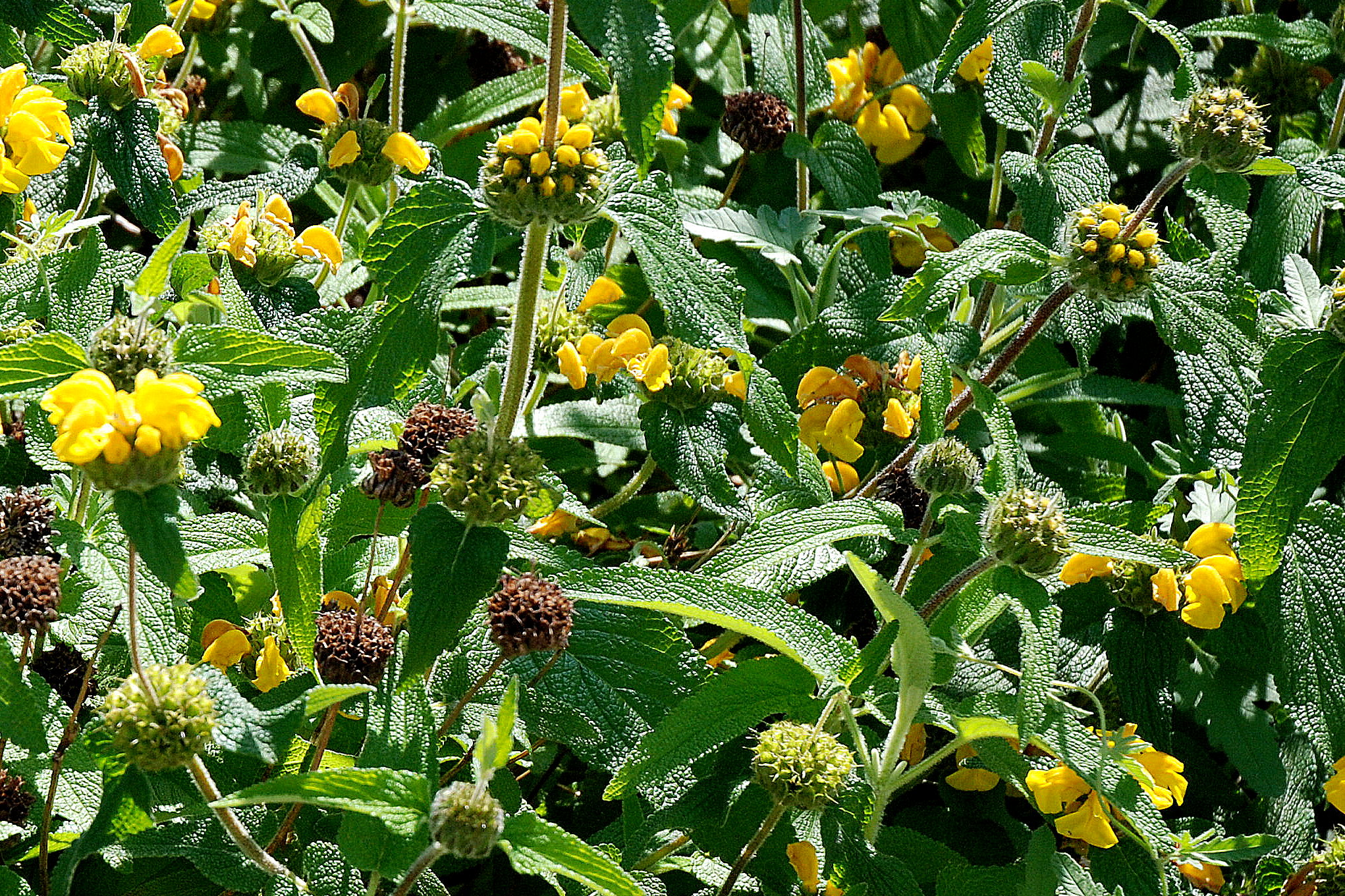
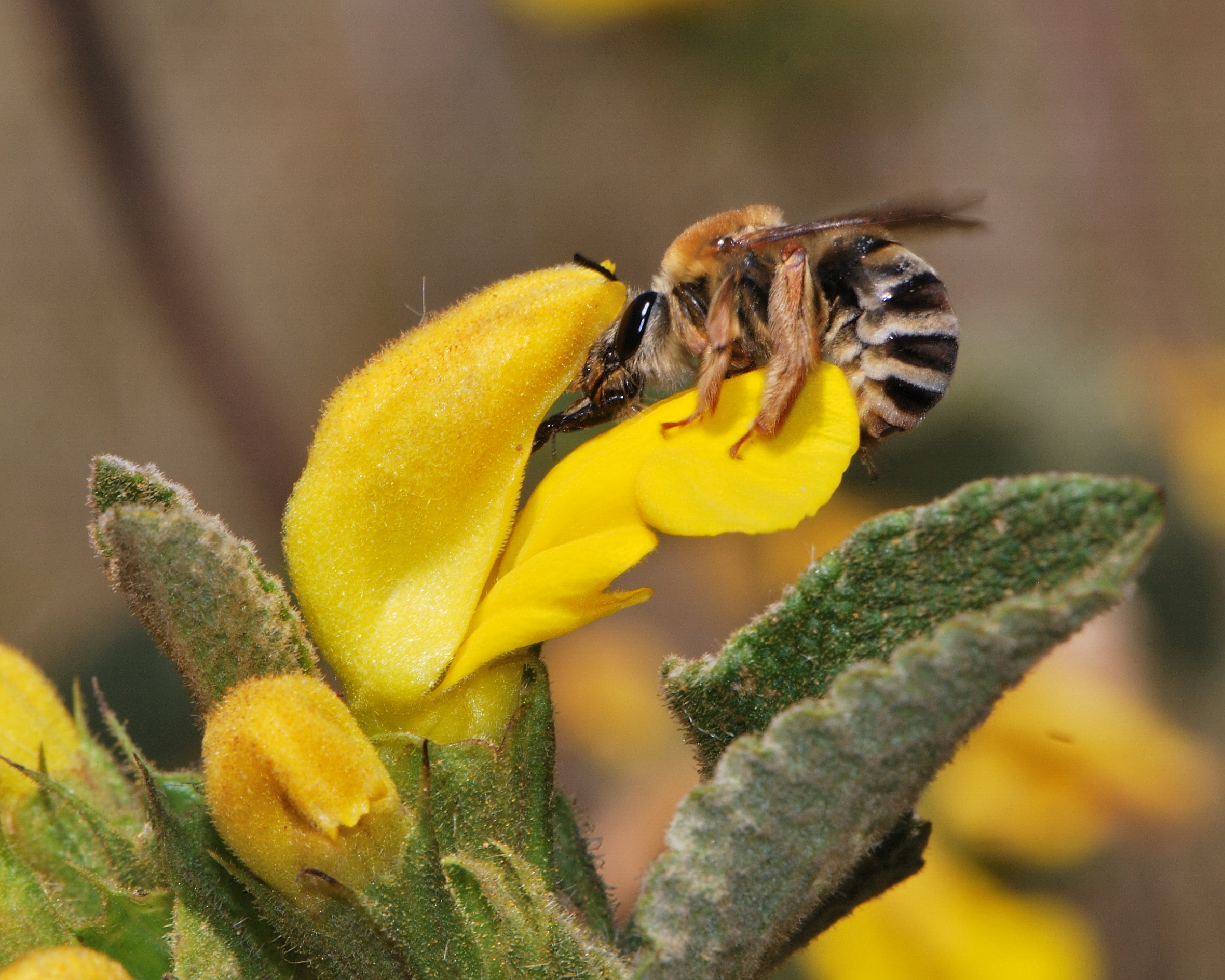